# John Boynton Priestley
John Boynton Priestley (Bradford, 13 settembre 1894 – Alveston, 14 agosto 1984) è stato un romanziere e drammaturgo inglese.

## Biografia
Raggiunse la notorietà con il romanzo The Good Companions (I buoni compagni, 1929) scritto sulla linea narrativa di Henry Fielding e Charles Dickens, con cui vinse il James Tait Black Memorial Prize, ridotto poi nel 1931 per il teatro.
Seguirono, tra gli altri, Angel Pavement (La via dell'angelo, 1930), The Magicians (I maghi, 1954), Saturn over the water (Saturno sopra le acque, 1961), e altri.
Meno convenzionali i drammi, ispirati spesso ad un vago ideale socialistico, nei quali Priestley, dotato di una felice capacità di rappresentazione di ambienti e situazioni e di una fresca vena umoristica, sperimenta sovente nuove tecniche drammatiche.
Alcuni di essi come Dangerous Corner (Svolta pericolosa, 1932), I Have Been Here Before (Ci sono già stato, 1937), riflettono le teorie seriali di John William Dunne sconvolgendo la sequenza temporale.
John Priestley, che nei primi anni trenta era era all'apice del successo, si convinse che Graham Greene avesse fatto la sua caricatura in uno dei personaggi del romanzo Il treno d'Istanbul. Minacciò azioni legali contro l'autore e l'editore, per cui Graham Greene dovette riscrivere il romanzo  ed eliminare gran parte della narrazione relativa al personaggio nel quale Priestley si era riconosciuto.
Nella sua vasta produzione per il teatro, ricordiamo ancora:
- Laburnum Grove, 1933.
- Eden End (I cari inganni, 1934).
- Time and the Conways (Il tempo e la famiglia Conway, 1937)[3].
- Music at Night (Concerto di sera, 1938).
- They Came to a City (Essi arrivarono a una città, 1943).
- An Inspector Calls (Un ispettore in casa Birling, 1946).
- The Glass Cage (La gabbia di vetro, 1957).

Ha scritto inoltre una biografia su Charles Dickens nel 1961, un volume di ricordi (Lost Empires, nel 1965) e i romanzi Salt is Leaving del 1966 e It's an old Country del 1967.